# Вайншток, Владимир Петрович
Владимир Петрович Вайншто́к (литературный псевдоним — Владимир Владимиров, 1908—1978) — советский кинорежиссёр и сценарист. Заслуженный деятель искусств РСФСР (1978), заслуженный работник культуры РСФСР (1969).

## Биография
Родился в Санкт-Петербурге в семье техника-строителя Пинхуса Зейликовича (Петра Захаровича) Вайнштока и Сары Яковлевны Вайншток; семья жила на Моховой улице, дом № 27, позже переехала на Невский проспект, дом № 114. Начинал карьеру в кино помощником киномеханика. В 1924—1927 годах учился в Ленинградском институте экранных искусств. В 1927 году дебютировал на кинофабрике «Северофильм» как режиссёр-постановщик короткометражного фильма «Актёр поневоле», который на экраны не вышел и не сохранился. Поставил на кинофабрике «Белгоскино» несколько документальных киноочерков.
Получил широкую известность благодаря приключенческим фильмам «Дети капитана Гранта» (1936) и «Остров сокровищ» (1937).
11 января 1938 года в газете «Кино» было опубликовано открытое письмо творческих работников киностудии «Союздетфильм» председателю Комитета по делам искусств при Совнаркоме СССР Платону Керженцеву с требованием не выпускать на экран фильм «Остров сокровищ», который «в политическом и в художественном отношении страдает большими пороками» и в «искаженном виде» показывает «историю ирландской революции». В письме отмечалось:

Общественность киностудии разоблачила буржуазную природу романтизма фильма «Остров сокровищ», возводящего на пьедестал разбойников, пропагандирующего пиратскую романтику. Кроме перечисленных недостатков, в фильме имеется определённая тенденция приспособления к самым вульгарным, пошлым и мещанским вкусам. Общественность киностудии расценила фильм «Остров сокровищ» как антипедагогический, могущий оказать вредное воздействие на наших детей, и настойчиво требовала от ГУК не выпускать этот фильм на экран в том виде, в каком он сделан.
Однако на прокатную судьбу фильма и на судьбу его режиссёра это письмо тогда не повлияло.
В 1941 году Вайншток был назначен заместителем директора «Мосфильма». В октябре 1941 года вместе с директором Александром Грошевым организовал эвакуацию киностудии в Алма-Ату. 14 ноября 1941 года назначен вторым заместителем директора по производству Центральной объединённой студии «Мосфильм» и «Ленфильм» ЦОКС. Как заместитель директора занимался восстановлением киностудии «Мосфильм» после её временной эвакуации из Москвы. В 1944 году назначен директором Черноморской кинофабрики в Одессе, в 1945 году – уполномоченным Комитета по делам кинематографии при Совете Народных Комиссаров СССР по репарациям в Румынии.
В ходе кампании по борьбе с космополитизмом «вычищен» из системы кинематографии. По воспоминаниям литературоведа Бориса Грибанова, который подружился с Вайнштоком в начале 1950-х годов, тот перебивался тогда случайными заработками, в частности в «Детгизе». Работал под литературным псевдонимом Владимир Владимиров, сохранив его и после смерти Сталина.
С 1957 года был заместителем председателя правления жилищно-строительного кооператива «Московский писатель», решал все жилищные, финансовые и житейские вопросы, прослыв среди жильцов писательского дома у метро  «Аэропорт» «деловым гением» кооператива.
В 1962 году по его сценарию Фридрих Эрмлер снял документальный телевизионный фильм «Из Нью-Йорка в Ясную Поляну». В 1963 году в издательстве «Советская Россия» вышел сборник его очерков «Путешествие в далекое и близкое». В том же году на основе книги «Дни» бывшего депутата Государственной думы Василия Шульгина написал сценарий, по которому Фридрих Эрмлер поставил фильм «Перед судом истории».
В 1965, 1967 и 1969 годах был главным редактором ежедневного журнала «Спутник кинофестиваля», издававшегося во время Московского международного кинофестиваля.
По сценариям, написанным им в соавторстве, были также сняты фильмы «Мёртвый сезон» Саввы Кулиша, «Миссия в Кабуле» Леонида Квинихидзе, «Двадцать шесть дней из жизни Достоевского» Александра Зархи.
В 1972 году вернулся в режиссуру, поставив верные канонам вестерна приключенческие фильмы «Всадник без головы» (по Т. Майн Риду), «Вооружён и очень опасен» (по Ф. Брет Гарту), которые стали лидерами всесоюзного кинопроката.
Умер в Москве 18 октября 1978 года. Похоронен в Москве на Кунцевском кладбище (участок № 10).

## Семья
Жена — Нажия (Надежда) Хасьяновна Салахетдинова (1920—1986).
Сын — Олег Вайншток (род. 1956).

## Награды и звания
- Заслуженный работник культуры РСФСР (29 сентября 1969 года) — за заслуги в области советской кинематографии[16]
- Заслуженный деятель искусств РСФСР (19 октября 1978 года) — за заслуги в области советского киноискусства[17]

## Фильмография
- 1927 — Актёр поневоле, режиссёр, автор сценария
- 1928 — Спасайте миллионы, культурфильм об утилизации вторсырья, режиссёр
- 1928 — Дорога на запад, режиссёр
- 1929 — Завоёванная земля, режиссёр
- 1930 — О двух заводах, режиссёр
- 1931 — Рубикон, режиссёр и автор сценария совместно с А. Менским, А. Кольцатым
- 1931 — Ураган, режиссёр
- 1932 — Слава мира, режиссёр совместно с А. Копелевичем
- 1936 — Дети капитана Гранта, режиссёр
- 1937 — Остров сокровищ, режиссёр, автор сценария
- 1939 — Юность командиров, режиссёр, автор сценария совместно с М. Блейманом
- 1941 — Боевая песня о славе русского оружия (в Боевом киносборнике № 6, монтажный, короткометражный), режиссёр, сценарист
- 1962 — Из Нью-Йорка в Ясную Поляну, автор сценария
- 1965 — Перед судом истории, автор сценария совместно с М. Блейманом
- 1968 — Мёртвый сезон, автор сценария совместно с Александром Шлепяновым
- 1970 — Миссия в Кабуле, автор сценария совместно с П. К. Финном
- 1970 — Заблудшие (Белый корабль), автор сценария совместно с П. К. Финном
- 1972 — Всадник без головы, режиссёр, автор сценария совместно с П. К. Финном
- 1973 — Сломанная подкова, автор сценария совместно с П. К. Финном
- 1977 — Вооружён и очень опасен, режиссёр, автор сценария совместно с П. К. Финном
- 1980 — Двадцать шесть дней из жизни Достоевского, автор сценария совместно с П. К. Финном